# Enzo Vogrincic
Enzo Vogrincic Roldán, né à Montevideo le 22 mars 1993, est un comédien de théâtre et acteur uruguayen.

## Enfance et adolescence
Enzo Vogrincic est né à Montevideo, capitale de l'Uruguay, en 1993. Il grandit dans le quartier de la Gruta de Lourdes (nommé en hommage à la Grotte de Lourdes, en France), situé dans la capitale de l'Uruguay, et suit sa scolarité au Liceo Jubilar Juan Pablo II (Lycée Jean Paul II, à Montevideo). Très jeune, il décide de se consacrer au théâtre. En 2013, il intègre l'école d'art dramatique de l'EMAD de Margarita Xirgu et d'Estela Medina.

## Premières années
Il commence sa carrière d'acteur au théâtre. En 2019, il a fait partie de la troupe qui joue l'œuvre Cuando pases sobre mi tumba du dramaturge franco-uruguayen Sergio Blanco, présentée dans la salle Zavala Muñiz du célèbre Théâtre Solís de Montevideo, puis en Argentine, au Théâtre San Martín de l'avenue Corrientes de Buenos Aires,.
En 2018, il joue un officier de police dans le film Compañeros, puis se tourne vers le cinéma indépendant.
En 2021, il interprète le rôle principal du film dramatique 9, de Martín Barrenechea et Nicolás Branca, inspiré par la vie du footballeur professionnel Luis Suárez,. Il joue également à cette époque dans le court-métrage LGBT uruguayen Noctilucas, de Diego Álvarez Parra Il fait également partie du casting de la série télévisée Porno y helado (Porno et crème glacée) de Martín Piroyansky, diffusée sur Prime Video.

## Le Cercle des neiges
En 2023, Enzo Vogrincic est révélé au niveau international en interprétant l'un des rôles principaux du film Le Cercle des neiges du réalisateur espagnol Juan Antonio Bayona. Le film, produit par Belén Atienza et Sandra Hermida, raconte l'histoire des survivants de la catastrophe du vol Fuerza Aérea Uruguaya 571 et représente l'Espagne aux Oscars en 2024. Il y joue le rôle de Numa Turcatti, un jeune sportif qui n'appartenait pas au groupe du Old Christians Club, qui embarque malgré tout dans le voyage à la suite de l'invitation d'un ami, et qui devient l'un des héros de la catastrophe.